# Oryzomys gorgasi
Oryzomys gorgasi es una especie de roedor de la familia Cricetidae.

## Distribución geográfica
Se encuentra solo en Colombia.